# Anna Akhmatova
Anna Andreyevna Gorenko (23 tháng 6 năm [lịch cũ 11 tháng 6 năm] năm 1889 – 5 tháng 3 năm 1966), hay còn được biết đến với bút danh Anna Akhmatova, là một trong những nhà thơ nổi bật nhất của thế kỷ 20. Bà lọt vào danh sách rút gọn xét nhận Giải Nobel vào năm 1965.
Các tác phẩm của Akhmatova trải dài từ những bài thơ trữ tình ngắn tới những tập thơ có cấu trúc phức tạp, như là Requiem (1935–40), một kiệt tác bi kịch về Đại thanh trừng. Văn phong của bà, với đặc điểm là tiết kiệm và kiềm chế cảm xúc, rất độc đáo và đặc biệt với những người đương thời. Các tác phẩm của bà có thể chia làm hai giai đoạn – các tác phẩm ban đầu (1912–25) và các tác phẩm su này (từ khoảng năm 1936 cho tới khi qua đời). Tác phẩm của bà bị chính quyền Stalin lên án và kiểm duyệt, và bà đã quyết định không rời đi mà ở lại Liên Xô, để làm nhân chứng cho những sự kiện xảy ra quanh bà. Các chủ đề của bà thường bao gồm những suy nghĩ về thời gian và ký ức, và những khó khăn (sống và viết lách) dưới sự thống trị của chủ nghĩa Stalin.
Những nguồn thông tin chính về cuộc đời của Akhmatova tương đối ít, vì chiến tranh, cách mạng và chính quyền Xô viết đã khiến phần lớn những tư liệu về bà bị phá hủy. Rất nhiều người có mối quan hệ thân thiết với bà đã qua đời sau cách mạng. Người chồng đầu của Akhmatova, Nikolay Gumilyov, bị cảnh sát mật Liên Xô, còn con trai bà Lev Gumilyov và người chồng Nikolay Punin đã sống nhiều năm ở trại cải tạo lao động, nơi Punin qua đời.

## Tiểu sử
Anna Andreevna Gorenko sinh ở Bolshoy Fontan, Odessa (nay là Ukraina). Năm 1890 gia đình chuyển về Tsarskoe Selo, Sankt-Peterburg. Năm 1905 bố mẹ chia tay nhau, các con theo mẹ đến thành phố Evpatoria ở phía nam. Bà học luật ở Kiev năm 1906-1907 và học văn học và lịch sử ở Sankt-Peterburg năm 1908-1910. Tháng 4 năm 1910 bà lấy chồng là nhà thơ Nikolai Stepanovich Gumilyov sau đó đi du lịch sang Pháp, Ý.
Bà viết thơ đầu tiên năm 11 tuổi in ở tạp chí Apollo nhưng bố không cho lấy họ Gorenko nên đã lấy họ thời trẻ của bà ngoại là Akhmatova. Năm 1912 Anna Akhmatova in tập thơ đầu tiên Вечер (Buổi chiều) được giới phê bình chú ý; năm 1914 bà in tập thơ thứ hai Чётки (Tràng hạt). Những nét chính của thơ Anna Akhmatova là sự hiểu biết tinh tế của những cung bậc tình cảm, sự suy ngẫm về những bi kịch nửa đầu thế kỉ 20. Trường ca Реквием (Khúc tưởng niệm, 1935-1940 in năm 1976) viết về những nạn nhân của cuộc trấn áp trong thập niên 1930. Đỉnh cao trong sáng tác của bà là Поэмa без героя (Trường ca không có nhân vật, 1940-1965) được đánh giá là một tác phẩm thi ca triết học tầm cỡ của thế giới.
Năm 1965 bà được đề cử trong danh sách xét giải Nobel Văn học. Năm 1964 bà được tặng giải Etna Taomina của Ý; năm 1965 bà được trao bằng Tiến sĩ danh dự của Đại học Oxford.
Ngoài thơ, Anna Akhmatova còn là tác giả của nhiều bài viết về Aleksandr Sergeyevich Pushkin và các nhà thơ đương thời. Anna Akhmatova được mệnh danh là "Bà chúa thơ tình Nga". Thơ của bà được dịch ra nhiều thứ tiếng trên thế giới, tiếng Việt có bản dịch "150 bài thơ và trường ca Anna Akhmatova" của Nguyễn Viết Thắng.

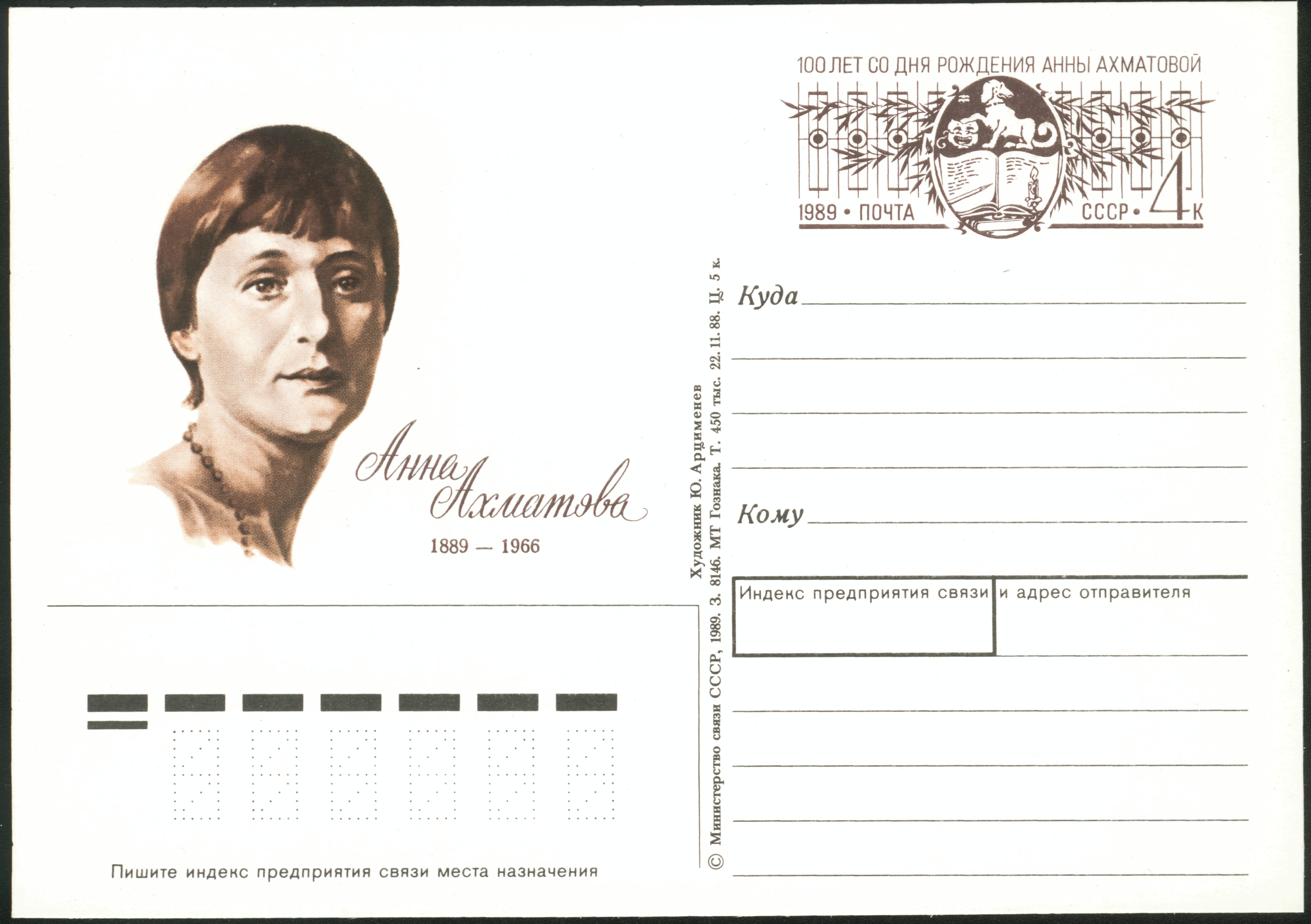
1989

## Tác phẩm
- Вечер (Buổi chiều, 1912), thơ
- Чётки (Tràng hạt, 1914), thơ
- Белая стая (Bầy trắng, 1917), thơ
- Подорожник (Xa tiền thảo, 1921), thơ
- Anno Domini MCMXXI, 1922, thơ
- У самого моря (Bên biển, 1921), trường ca
- Бег времени (Bước chạy của thời gian, 1965), thơ
- Поэме без героя (Trường ca không nhân vật, 1940—1965, in đầy đủ năm 1976), trường ca
- Реквием (Khúc tưởng niệm, 1935-40; in năm 1976), trường ca